# Jumpin' Jack Boy
「Jumpin' Jack Boy」（ジャンピン・ジャック・ボーイ）は、WANDSの楽曲。1993年11月17日にB-Gram RECORDSより7枚目のシングルとして発売された。

## 概要
B-Gram RECORDSへの移籍後初のシングル。
オリコンでは両A面シングルとして扱われており、ジャケットデザインも表は「Jumpin' Jack Boy」、裏は「White Memories」仕様でカップリング・ウィズ（B面）が明記されていない。2曲ともMVが制作され、CMに関しても両バージョンが放送されている。
実際には「Jumpin' Jack Boy」の単独A面シングルである。
本作から、第2期WANDSのシングルにはA面曲のカラオケが収録されていない。
本作のジャケット写真は、2007年に発売されたベスト・アルバム『BEST OF BEST 1000 WANDS』のジャケットに流用された。
初動、累計枚数ともに前作『恋せよ乙女』を上回ったが、オリコン週間シングルランキングでは、藤井フミヤの『TRUE LOVE』に阻まれ1位獲得を逃した。

## 収録曲
| 全作詞: 上杉昇。 |                      |           |            |            |      |
| #                | タイトル             | 作詞      | 作曲       | 編曲       | 時間 |
| 1.               | 「Jumpin' Jack Boy」 | 上杉昇    | 栗林誠一郎 | 葉山たけし | 3:36 |
| 2.               | 「White Memories」   | 上杉昇    | 大島康祐   | 大島康祐   | 4:48 |
| 合計時間:        | 合計時間:            | 合計時間: | 合計時間:  | 8:24       |      |

## 楽曲解説
1. Jumpin' Jack Boy
  - ミズノ スキーウエア「インパルス」CMソング。
  - 4thアルバム『PIECE OF MY SOUL』には、アルバムバージョンで収録された。
  - 19thシングル『YURA YURA』（通常盤）には、第5期メンバーで再録したバージョンが収録された[3]。
2. White Memories
  - カップリング曲だがPVが存在し、メンバーが演奏する姿も挿入されている。

## 収録アルバム
Jumpin' Jack Boy
- PIECE OF MY SOUL (アルバム・バージョン)
- SINGLES COLLECTION+6
- BEST OF WANDS HISTORY
- complete of WANDS at the BEING studio
- BEST OF BEST 1000 WANDS
- WANDS BEST HITS
- BEST HIT BEING

## 参加ミュージシャン
- 上杉昇 - ボーカル
- 柴崎浩 - ギター
- 木村真也 - キーボード
- 大黒摩季 - コーラス
- 栗林誠一郎 - コーラス